# George Carlin
George Denis Patrick Carlin (n. 12 mai 1937 – d. 22 iunie 2008) a fost un actor de comedie și scriitor american, care a câștigat cinci premii Grammy pentru albumele sale de comedie.
Tema sa favorită a constituit-o critica adusă societății, clasei politice, religiei, limbii engleze și altor subiecte considerate tabu.
Spirit controversat, nu a ezitat să utilizeze în exprimare cuvinte obscene, stârnind adesea indignarea publicului și ajungând chiar în fața instanței, care îi impune evitarea expresiilor indecente.
În 2004, canalul Comedy Central îl plasează pe locul al doilea în rândul actorilor de stand-up comedy, devansându-l pe Lenny Bruce și fiind condus doar de Richard Pryor.
În 2008 i se decernează Premiul Mark Twain pentru Umor American ("Mark Twain Prize for American Humor").
De asemenea, succesul său este încununat cu o stea pe celebra Hollywood Walk of Fame.

## Tinerețea
Carlin s-a născut la Manhattan, ca al doilea fiu al secretarei Mary Beary și al lui Patrick Carlin, director de reclame al publicației New York Sun.
Familia sa era de origine irlandeză iar Carlin primește o educație romano-catolică.
A fost crescut numai de mamă, deoarece aceasta și-a părăsit soțul pe când micul George avea numai două luni.
Carlin urmează școala Corpus Christi din cadrul bisericii catolice cu același nume aflată în cartierul Morningside Heights în care locuia.
După trei semestre parcurse la Cardinal Hayes High School, Carlin intră la Bishop Dubois High School din Harlem.
În toată această perioadă școlară, Carlin are o relație tensionată cu mama sa, adesea plecând de acasă.
Se înrolează în cadrul United States Air Force, unde se pregătește ca tehnician radar, fiind înregimentat la baza aeriană Barksdale Air Force Base din Bossier City, Louisiana.
În această perioadă, activează și ca DJ la postul de radio KJOE situat în Shreveport.
Din cauza calificativelor negative primite, în iulie 1957 va fi exclus din serviciul militar.

## Cariera
În 1959, împreună cu Jack Burns formează un duet de comedie pentru postul de radio KXOL din Fort Worth, Texas, unde înregistrează un real succes.
În 1960, amândoi merg în California și activează în echipă timp de doi ani, după care se orientează către cariere solo.

### Anii '60

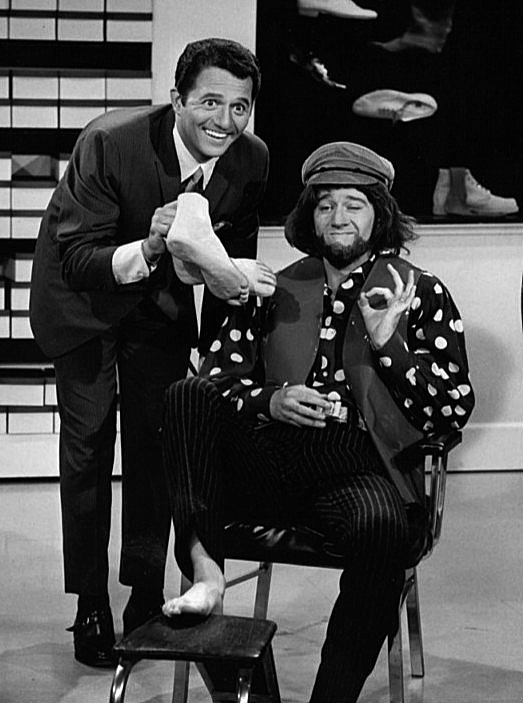
Carlin împreună cu cântăreţul Buddy Greco în spectacolul Away We Go

În California, Carlin și Burns pun bazele unei emisiuni matinale, intitulate The Wright Brothers și difuzată de canalul KDAY din Hollywood și care este apreciată.
De un același succes se bucură și aparițiile duetului în spectacole de seară în diverse baruri și cafenele.
Cei doi înregistrează și un album, intitulat Burns and Carlin at the Playboy Club Tonight.
În perioada imediat următoare, Carlin apare ca solist în spectacole televizate de varietăți, dintre care cele mai cunoscute sunt: The Ed Sullivan Show și The Tonight Show.
Printre rolurile sale de succes enumerăm:
- sergentul indian;
- DJ-ul trăznit;
- Al Sleet, meteorologul hippiot;
- Jon Carson, un anonim ce nu merită să fie cunoscut.

Variații ale acestor roluri apar și în albumul Take Offs and Put Ons înregistrat live la spectacolul The Roostertail din Detroit, Michigan.
George Carlin se căsătorește, în anul 1961, cu  Brenda Hosbrook, cu care va avea, doi ani mai târziu, o fiică (Kelly).
Carlin devine popular ca invitat special în cadrul emisiunilor-spectacol The Tonight Show, moderate de Jack Paar, apoi de Johnny Carson.
În 1967 este distribuit în comedia Away We Go ce a fost difuzată la CBS.
Martor al arestării actorului Lenny Bruce, acuzat de obscenitate, lui Carlin i se solicită să se legitimeze.
Susținând că nu are încredere în cărțile de identitate, este considerat ofensator al autorității statului și arestat împreună cu Bruce.

### Anii '70
În cele din urmă, Carlin își modifică aspectul.
Contrar uzanțelor generale, poartă niște blugi uzați, părul lung, barbă, cercel.
Prezentat de Ed Sullivan, își prezintă noul rol în The Hair Piece și în curând își redobândește popularitatea.
Scoate un al treilea album, intitulat Class Clown, în care se remarcă piesa Seven Words You Can Never Say on Television ("Șapte cuvinte care nu trebuie rostite la TV"), care stârnește o vie indignare, fiind vorba chiar de cele mai obscene cuvinte ale limbii engleze și pe care nu ezită să le rostească.
Din acest motiv, este din nou arestat pe 21 iulie 1972 la Milwaukee Summerfest.
Dosarul este clasat peste câteva luni, în decembrie, judecătorul considerând că într-adevăr cuvintele au fost nepotrivite, dar că artistul le poate utiliza cu condiția să nu fie deranjante.
În perioada care a urmat, au fost depuse diverse reclamații în legătură cu limbajul utilizat de Carlin.
Tot acest scandal și toate aceste controverse nu au făcut decât să sporească popularitatea artistului.
Mai mult, faptul că împotriva sa nu s-a pronunțat efectiv nicio condamnare definitivă i-a dat mai mult curaj și astfel a extins lexicul acelui limbaj nepotrivit, întocmind acea "Incomplete List Of Impolite Words" (Listă incompletă a cuvintelor necivilizate).
Aflat pe scenă, jucându-și rolul în Dirty Words ("Cuvinte murdare"), Carlin află că albumul său anterior FM&AM a câștigat premiul Grammy.
În octombrie 1975, artistul este pentru prima dată doar moderator și nu participant la scheciurile sale și aceasta la emisiunea Saturday Night Live transmisă de canalul NBC.
În sezonul următor, 1976-77, Carlin apare în mod regulat la postul TV menționat la serialul de varietăți Tony Orlando & Dawn.
Apogeul carierei sale este urmat de declin: Începând cu 1976, timp de cinci ani, apare din ce în ce mai rar pe micul ecran și aceasta la serialul On Location de la HBO.
Ulterior, Carlin a dezvăluit că totul se datora faptului că suferise de trei ori la rând de atac de infarct miocardic.

### Anii '80 și '90

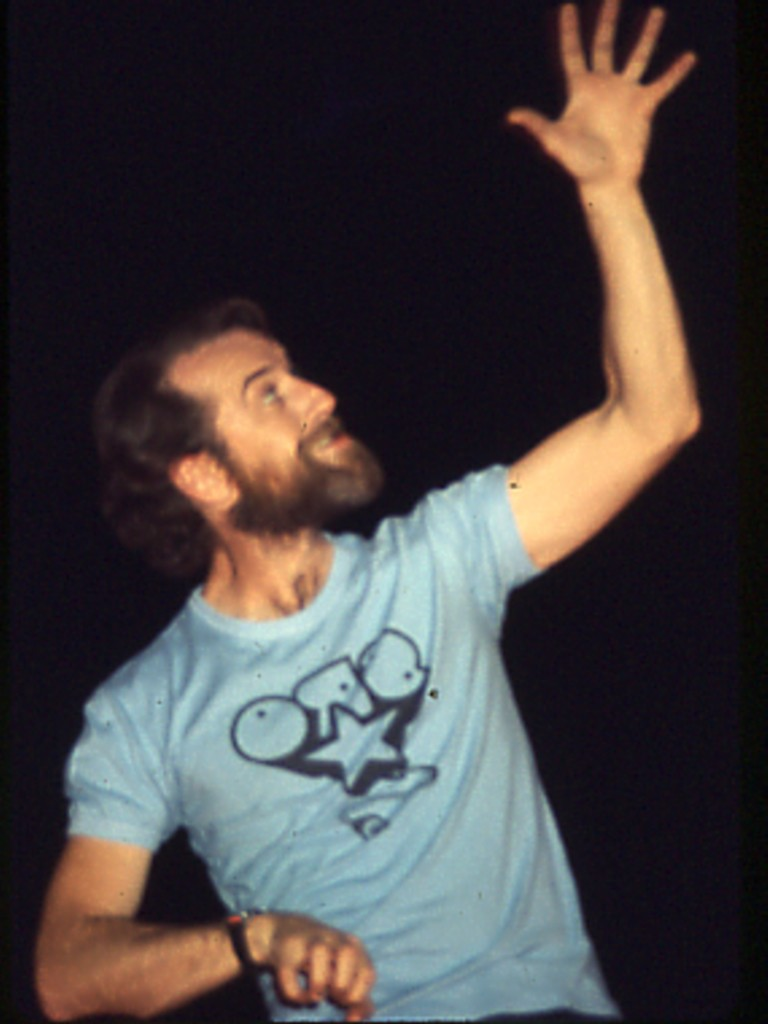
Carlin într-un spectacol la Harrisburg, Pennsylvania

În 1981 se reîntoarce pe scenă lansând A Place For My Stuff și la HBO cu Carlin at Carnegie TV special.
De asemenea, la Carnegie Hall realizează înregistrări video.
Reîncepe să participe la Saturday Night Live în noiembrie 1984, nu numai ca moderator, ci jucând și în diverse scene.
În 1987, alături de actorii Bette Midler și Shelley Long, joacă un rol important în comedia Outrageous Fortune.
De asemenea, în 1989, joacă un rol de succes și în serialul pentru copii Bill & Ted's Excellent Adventure și apoi în Bill and Ted's Bogus Journey.
Între 1991 și 1995, Carlin a fost naratorul variantei din SUA a primelor patru sezoane din serialului animat Locomotiva Thomas și prietenii săi.
Tot în 1991, actorul este distribuit și în filmul de succes Prințul mareelor ("The Prince of Tides"), în care rolurile principale sunt jucate de Nick Nolte și Barbra Streisand.
În 1993, Carlin joacă rolul unui șofer de taxi în serialul de comedie de tip sitcom, intitulat The George Carlin Show și difuzat de Fox Broadcasting Company.
Serialul, al cărui scenariu a fost asigurat de Sam Simon, cel care a creat și Familia Simpson, a rulat timp de 27 de episoade până la sfârșitul anului 1995.
În cartea sa, apărută postum cu titlul Last Words ("Ultimele cuvinte"), Carlin mărturisește:
"M-am simțit foarte bine. Niciodată nu am mai râs ca până acum, atât de des și atât de tare cum am făcut-o cu ceilalți din distribuție: Alex Rocco, Chris Rich, Tony Starke. Pe acea scenă domnea un simț al umorului neobișnuit, dar de bun simț."

În 1997 este publicată cartea sa Brain Droppings, care în 2001 este vândută în 750.000 de exemplare.
Carlin este de asemenea omagiat în spectacolul George Carlin: 40 Years of Comedy (George Carlin: 40 de ani de comedie) care a avut loc în 1997.
În filmul Dogma al producătorului Kevin Smith, Carlin joacă rolul unui cardinal romano-catolic.
În perioada imediat următoare, artistul mai participă la diverse alte filme.

### Anii de după 2000
În 2001, lui Carlin i se acordă Lifetime Achievement Award  (un fel de recunoștință pentru întreaga viață pentru realizările sale) de către American Comedy Awards.
În decembrie 2003, congresmenul Doug Ose, republican din partea Camerei Reprezentanților supune la vot o rezoluție privind scoaterea în afara legii a utilizării de către George Carlin a cuvintelor cu caracter obscen.
Propunerea legislativă nu a primit vot pozitiv.

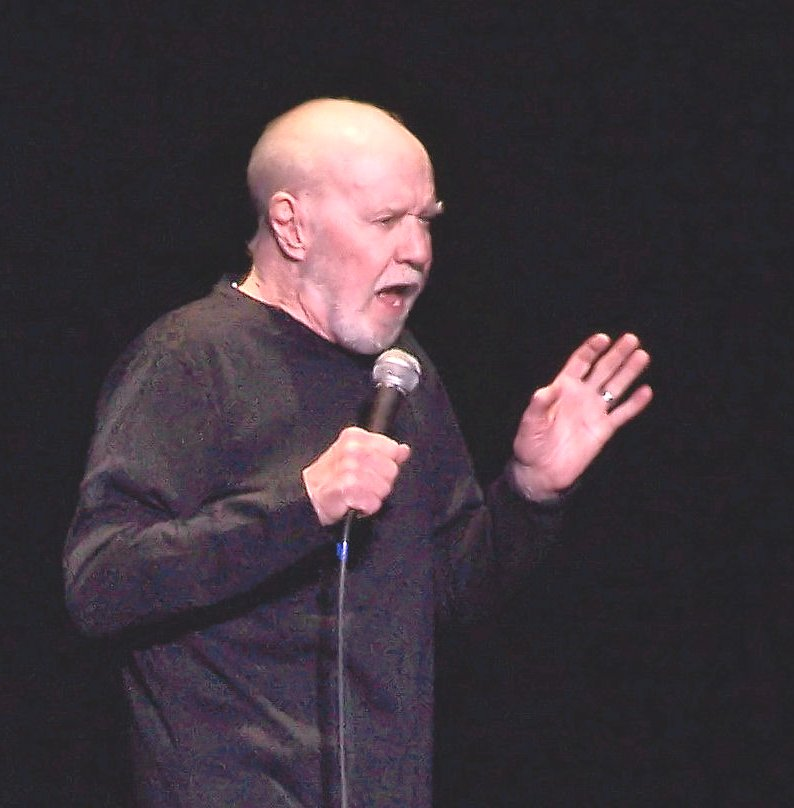
Carlin la Trenton, New Jersey

Comportamentul controversat a lui Carlin continuă, acesta ajungând chiar să insulte publicul căruia i se adresa în spectacolele sale.
După o astfel de altercație, în 2005 este concediat de MGM Grand Hotel din Las Vegas, unde era cap de afiș.
Carlin răspunde în mod injurios, se retrage pentru o perioadă din viața artistică și se refugiază în consumul de alcool și de sedative.
Dar în anul următor, în 2006, își reia activitatea cu un tur de spectacole prin diverse zone, printre care se remarcă cel intitulat Life is Worth Losing (Viața nu mai are nicio valoare), care s-a desfășurat live la Beacon Theatre din New York.
Din nou preia teme controversate ca: sinuciderea, dezastrele naturale, canibalismul, genocidul, sacrificiul uman, amenințările asupra drepturilor omului, ajungând să susțină uneori că oamenii nu ar fi cu nimic superiori animalelor.
În perioada imediat următoare, Carlin participă la filme și seriale pentru copii și tineret, asigurând vocea unor personaje animate.
Ultimul său spectacol în direct a avut loc la Santa Rosa, California, pe 1 martie 2008.
Din nou sunt prezentate subiecte capabile să stârnească vii controverse, cum ar fi viața, moartea, drepturile omului etc. și toatea acestea într-un limbaj pitoresc cu care Carlin deja și-a obișnuit audiența.

## Atitudinea față de religie
Deși a fost educat într-un mediu romano-catolic (lucru descris în albumele FM & AM și Class Clown), religia și credincioșii constituie o temă predilectă a criticii sale.
De asemenea, consideră ipocrit actul jurământului pe Biblie.
Mai mult, în Brain Droppings parodiază credința susținând că adoră zeul-Soare.

## Lucrări

### Discografie
Albume
- 1963: Burns and Carlin at the Playboy Club Tonight
- 1967: Take-Offs and Put-Ons
- 1972: FM & AM
- 1972: Class Clown
- 1973: Occupation: Foole
- 1974: Toledo Window Box
- 1975: An Evening with Wally Londo Featuring Bill Slaszo
- 1977: On the Road
- 1981: A Place for My Stuff
- 1984: Carlin on Campus
- 1986: Playin' with Your Head
- 1988: What Am I Doing in New Jersey?
- 1990: Parental Advisory: Explicit Lyrics
- 1992: Jammin' in New York
- 1996: Back in Town
- 1999: You Are All Diseased
- 2001: Complaints and Grievances
- 2006: Life Is Worth Losing
- 2008: It's Bad for Ya
- 2016: I Kinda Like It When a Lotta People Die[20]

Compilații
- 1978: Indecent Exposure: Some of the Best of George Carlin
- 1984: The George Carlin Collection
- 1992: Classic Gold
- 1999: The Little David Years

### Film
| An   | Titlu                            | Rol                     | Note                                |
| ---- | -------------------------------- | ----------------------- | ----------------------------------- |
| 1968 | With Six You Get Eggroll         | Herbie Fleck            |                                     |
| 1976 | Car Wash                         | Taxi Driver             |                                     |
| 1979 | Americathon                      | Narator                 |                                     |
| 1987 | Outrageous Fortune               | Frank Madras            |                                     |
| 1989 | Bill & Ted's Excellent Adventure | Rufus                   |                                     |
| 1991 | Bill & Ted's Bogus Journey       | Rufus                   |                                     |
| 1991 | The Prince of Tides              | Eddie Detreville        |                                     |
| 1999 | Dogma                            | Cardinal Ignatius Glick |                                     |
| 2001 | Jay and Silent Bob Strike Back   | Hitchhiker              |                                     |
| 2003 | Scary Movie 3                    | Architect               |                                     |
| 2004 | Jersey Girl                      | Bart Trinké             |                                     |
| 2005 | The Aristocrats                  | Rolul său               |                                     |
| 2005 | Tarzan II                        | Zugor                   | Voce                                |
| 2006 | Cars                             | Fillmore                | Voce                                |
| 2007 | Happily N'Ever After             | Wizard                  | Voce                                |
| 2020 | Bill & Ted Face the Music        | Rufus                   | Premiera postumă; filmări de arhivă |

### Televiziune
| An         | Titlu                                   | Rol                     | Note                             |
| ---------- | --------------------------------------- | ----------------------- | -------------------------------- |
| 1962       | The Tonight Show                        | Rolul său               | 1 episod                         |
| 1965       | The Merv Griffin Show                   | Rolul său               | 1 episod                         |
| 1966       | The Jimmy Dean Show                     | Rolul său               | 2 episoade                       |
| 1966       | The Kraft Summer Music Hall             | N/A                     | Scriitor                         |
| 1966       | That Girl                               | George Lester           | Episodul: "Break a Leg"          |
| 1967–1971  | The Ed Sullivan Show                    | Rolul său               | 11 episoade                      |
| 1968       | The Smothers Brothers Comedy Hour       | Rolul său               | 1 episod                         |
| 1969       | What's My Line?                         | Rolul său               | 1 episod                         |
| 1969       | The Game Game                           | Rolul său               | 1 episod                         |
| 1969       | The Carol Burnett Show                  | Rolul său               | 1 episod                         |
| 1971–1973  | The Flip Wilson Show                    | Rolul său               | 6 episoade Și scriitor           |
| 1972       | The Mike Douglas Show                   | Rolul său               | 1 episod                         |
| 1977       | Welcome Back, Kotter                    | Wally 'The Wow' Wexler  | Episodul: "Radio Free Freddie"   |
| 1975, 1984 | Saturday Night Live                     | Gazdă                   | episoade: 1 și 183               |
| 1987       | Nick at Nite                            | N/A                     |                                  |
| 1988       | Justin Case                             | Justin Case             | Film TV regizat de Blake Edwards |
| 1990       | Working Tra$h                           | Ralph Sawatzky          | Television film                  |
| 1991–1996  | Thomas & Friends                        | Narator (voce)          | 104 episoade                     |
| 1991–1993  | Shining Time Station                    | Mr. Conductor, Narator  | 45 episoade                      |
| 1995       | Shining Time Station: Once Upon a Time  | Mr. Conductor, Narator  | Film TV                          |
| 1995       | Shining Time Station: Second Chances    | Mr. Conductor, Narator  | Film TV                          |
| 1995       | Shining Time Station: One of the Family | Mr. Conductor, Narator  | Film TV                          |
| 1995       | Streets of Laredo                       | Billy Williams          | 3 episoade                       |
| 1995       | Shining Time Station: Queen for a Day   | Mr. Conductor           | Film TV                          |
| 1994–1995  | The George Carlin Show                  | George O'Grady          | 27 episoade                      |
| 1996       | Mr. Conductor's Thomas Tales            | Mr. Conductor, Narrator | 6 episoade                       |
| 1999       | Storytime with Thomas                   | Mr. Conductor, Narrator | 2 episoade                       |
| 1998       | The Simpsons                            | Munchie (voce)          | Episodul "D'oh-in in the Wind"   |
| 1999, 2004 | The Daily Show                          | Rolul său               | 3 episoade                       |
| 2000       | MADtv                                   | Mr. Conductor           | episoade: 518 & 524              |
| 2004       | Inside the Actors Studio                | Rolul său               | 1 episod                         |
| 2008       | Cars Toons: Mater's Tall Tales          | Fillmore (voce)         | 1 episod; înregistrări de arhivă |

### Jocuri video
| An   | Titlu | Rol      |
| ---- | ----- | -------- |
| 2006 | Cars  | Fillmore |

### Speciale HBO
| Titlu                             | An   | Note |
| --------------------------------- | ---- | --- |
| On Location: George Carlin at USC | 1977 | |
| George Carlin: Again!             | 1978 | |
| Carlin at Carnegie                | 1982 | |
| Carlin on Campus                  | 1984 | |
| Playin' with Your Head            | 1986 | |
| What Am I Doing in New Jersey?    | 1988 | |
| Doin' It Again                    | 1990 | |
| Jammin' in New York               | 1992 | |
| Back in Town                      | 1996 | |
| George Carlin: 40 Years of Comedy | 1997 | |
| You Are All Diseased              | 1999 | |
| Complaints and Grievances         | 2001 | |
| Life Is Worth Losing              | 2005 | |
| All My Stuff                      | 2007 | O colecție cu primele 12 speciale de stand-up ale lui Carlin (nu este inclus George Carlin: 40 Years of Comedy). |
| It's Bad for Ya                   | 2008 | |
| Commemorative Collection          | 2018 | |

### Opere literare
| Carte                                    | An   | Note                                                                |
| ---------------------------------------- | ---- | ------------------------------------------------------------------- |
| Sometimes a Little Brain Damage Can Help | 1984 | ISBN: 0-89471-271-3                                                 |
| Brain Droppings                          | 1997 | ISBN: 0-7868-8321-9                                                 |
| Napalm and Silly Putty                   | 2001 | ISBN: 0-7868-8758-3                                                 |
| When Will Jesus Bring the Pork Chops?    | 2004 | ISBN: 1-4013-0134-7                                                 |
| Three Times Carlin: An Orgy of George    | 2006 | ISBN: 978-1-4013-0243-6 O colecție a celor trei titluri anterioare. |
| Last Words                               | 2009 | ISBN: 1-4391-7295-1 Lansare postumă.                                |

### Cărți audio
- Brain Droppings
- Napalm and Silly Putty
- More Napalm & Silly Putty
- George Carlin Reads to You (Compilation of Brain Droppings, Napalm and Silly Putty & More Napalm & Silly Putty)
- When Will Jesus Bring the Pork Chops?